# 彭山塔
29°59′10″N 121°25′05″E / 29.986048°N 121.418187°E
彭山塔位于浙江省宁波市江北区慈城镇国庆村彭山自然村南隅，为明嘉靖年间（1522年—1566年）慈溪县令霍与瑕所建，称为邑之“文笔峰”。塔为砖木结构，塔身呈平面六角形，共7层，高约22米，每层面均有壶门。2017年1月13日，彭山塔成为浙江省文物保护单位。